# Nachrichten

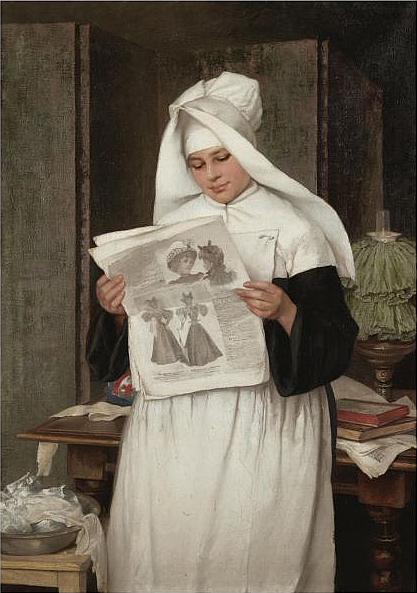
Neueste Nachrichten (Luise Max-Ehrler)

Unter Nachrichten als Plural von Nachricht (oft auch synonym für Nachrichtensendung) ist die regelmäßige Berichterstattung in Form von mehreren journalistischen Nachrichten über aktuelle politische, wirtschaftliche, soziale, kulturelle, sportliche und sonstige Ereignisse in komprimierter Form zu verstehen.

## Allgemeines
Nachrichten entstammt etymologisch dem Wort „Nachrichtung“, also etwas, nach dem man sich zu richten hat. Auch im angelsächsischen Bereich wird der Plural „news“ nur für Nachrichten oder Nachrichtensendungen verwendet. Die Nachrichten sind für die Urteils- und Meinungsbildung der Bevölkerung von wesentlicher Bedeutung, wobei das mediale Nachrichtenangebot dem menschlichen Informationsbedürfnis entspringt. Die Vielzahl und Komplexität der weltweit täglich stattfindenden Ereignisse kann vom Menschen nicht vollständig wahrgenommen und erfasst werden. Deshalb ist eine Selektion in wichtige und weniger bedeutende Nachrichten entscheidend. Hier leisten Radio- und Fernsehnachrichten wichtige Vorarbeit.
Nachrichten entstehen, wenn sie aus der Komplexität des Alltagsgeschehens für eine mediale Verbreitung ausgewählt werden. Nachrichten in Hörfunk und Fernsehen sollen in Deutschland dem Pressekodex entsprechen, also mit den journalistischen Grundsätzen der Wahrheit, Aktualität, Objektivität, Ausgewogenheit, Diskriminierungsverbot und Verständlichkeit vereinbar sein. Sie müssen „ihr Publikum interessant, präzise, aktuell und effizient informieren.“ Nachrichten beinhalten ausschließlich Sachverhalte mit Neuigkeitswert und sind dabei immer an einem möglichst aktuellen Zeitbezug ausgerichtet. Den meisten Nachrichtentexten, die über einen Sender verbreitet werden, liegt der (zitierfähige) Depeschentext einer Nachrichtenagentur zu Grunde.
Fehler in Nachrichten fallen den Rezipienten leicht auf, weil es in Radio und Fernsehen viele Nachrichtensendungen gibt und weitgehende Themenidentität besteht. Fehlmeldungen kommen relativ selten vor, weil gerade der journalistische Kontrollmechanismus – Absicherung über mindestens zwei unabhängige Quellen – bei Nachrichten am stärksten eingesetzt wird.
Das Vertrauen in die Nachrichten aller Medien allgemein ging in Deutschland von 60 Prozent im Jahr 2013 auf 50 Prozent im Jahr 2022 zurück, in der Schweiz von 50 auf 46 Prozent und in Österreich von 48 auf 41 Prozent. Dabei waren 2022 in Deutschland 41 Prozent der Ansicht, die Medien seien frei von unzulässiger politischer Einflussnahme, in der Schweiz 37 Prozent und in Österreich 23 Prozent.

## Arten
Der Begriff „Nachrichtenprogramm“ ist medienrechtlich genau genommen falsch, da ein Programm immer die Gesamtheit aller aufeinander folgenden Sendungen darstellt.
Nach dem Zeitpunkt lassen sich Morgen-, Mittag-, Abend- und Spätnachrichten unterscheiden, nach ihrem Umfang Haupt- und Kurznachrichten. Nach der Herkunft gibt es Welt- und Regionalnachrichten, nach Inhalt lassen sich politische, Wirtschafts- oder Sportnachrichten unterscheiden. Sonder- oder Eilmeldungen („breaking news“) besitzen von ihrer Relevanz eine derart hohe Priorität, dass nicht eine reguläre Nachrichtensendung abgewartet werden kann, sondern das laufende Programm unterbrochen werden muss. Während im Radio die Eilmeldung durch Programmunterbrechung alternativlos ist, kann im Fernsehen auch während einer laufenden Sendung eine optische Laufschrift ohne Programmunterbrechung eingeblendet werden.
Die Nachrichtenforschung unterscheidet zwischen Nachrichtenproduktion, Nachrichteninhalt und Nachrichtenrezeption. Die Nachrichtenproduktion beginnt bei der Quellensammlung, die hauptsächlich über Nachrichtenagenturen und Eigenberichterstattung mit Hilfe des an wichtigen Standorten befindlichen Korrespondentennetzes erfolgt. Mobile, satellitengestützte Berichterstattung steigert die Nähe und Authentizität des Informationsgehaltes. Die Auswahl der relevanten Nachrichten findet in der Redaktion statt. Zum Nachrichteninhalt gehört die Reihenfolge der Meldungen und der vorgelesene Text; Zeitpunkt und Häufigkeit der Nachrichtensendung bestimmen ihre Gestaltung mit. Beim Prinzip der umgekehrten Pyramide wird erwartet, dass Nachrichten mit den wichtigsten Informationen zu beginnen haben und dann immer unbedeutendere Meldungen folgen. Es wird auch pro Nachricht angewandt, wobei nach einer prägnanten Überschrift ein knapp formulierter Einstiegssatz folgt, dem die Kerninformationen nachgestellt sind. Vielfalt, Relevanz, Professionalität sowie Rechtmäßigkeit sind die Dimensionen, die in der journalistischen Literatur und der wissenschaftlichen Auseinandersetzung als Qualitätskriterien diskutiert werden. Nachrichtenrezeption schließlich versucht die Akzeptanz beim Zuhörer/Zuschauer zu ermitteln und trifft dabei auf seine begrenzte Wahrnehmungsfähigkeit und Lernmotivation. Zentrale Kriterien für Nachrichtensendungen sind die Aktualität der Berichterstattung und der regelmäßige Ausstrahlungsrhythmus der Sendungen.
Es gehören nur solche Sendungen zu den tagesaktuellen Informationsgenres, die „mindestens fünfmal in der Woche ausgestrahlt werden und vorwiegend über öffentliche Themen mit aktuellen Bezügen berichten.“
Allgemeine Nachrichten beinhalten das Wichtigste aus Politik, Wirtschaft, Gesundheit, Forschung, Kultur und Sport. Spezielle Nachrichtenformate befassen sich als Wirtschaftsnachrichten oder Sportnachrichten ausschließlich mit der angegebenen Thematik. Nachrichten, die sich stark am Gesprächswert bzw. menschlichen Interessen (Human Interests) orientieren, werden auch Boulevard-Nachrichten genannt.

## Geschichte
Am 31. August 1920 wurde die erste Nachrichtensendung durch die Station 8MK (Vorläufer von WWJ, Detroit) ausgestrahlt, nachdem der Sender erst am 20. August 1920 seine Sendelizenz erhalten hatte. Es handelte sich um Berichte über die US-Präsidentschaftswahlen. Heute ist die Station ein Nachrichtensender, der zur CBS gehört. Zwei Jahre später hatte der US-Amerikaner Walter Lippmann 1922 die These aufgestellt, dass die Wirklichkeit zu komplex sei, um vom Menschen vollständig erfasst zu werden. Radionachrichten wurden seither als komprimierte Form der wichtigen Geschehnisse aufgefasst.
1946 gab es in den USA lediglich zwei regelmäßig ausgestrahlte Abendnachrichten im Fernsehen in CBS und NBC, die aber nicht täglich präsentiert wurden. Erst ab August 1948 wurde „CBS-TV News“ täglich mit 15 Minuten Dauer gesendet. Nachrichten wurden auch ab 14. Januar 1952 im Frühstücksfernsehen Today ausgestrahlt, im März 1954 kam CBS Morning News hinzu. Im Dezember 1957 berichtete das Magazin Variety, dass die CBS News mehr Zuschauer habe als irgendeine Zeitung oder Nachrichtenmagazin weltweit an Lesern.
Die BBC (damals noch abgekürzt für „Britisch Broadcasting Company“) begann ihre ersten Nachrichtensendungen ab 14. November 1922 mit dem Hinweis, dass das Copyright bei den Nachrichtenagenturen Reuters, Press Association, Exchange Telegraph und Central News liege. Nur 4 Beschäftigte befassten sich damals im Sender mit Nachrichten. Ab dem 23. Dezember 1922 wurden die Zuhörer mit der Entscheidung konfrontiert, dass es Nachrichten („news bulletins“) nach Absprache mit den Printmedien und den Agenturen künftig erst ab 19:00 Uhr geben werde. Erst am 1. Januar 1927 wurde der BBC (nunmehr British Broadcasting Corporation) das satzungsgemäße Recht auf eigene Nachrichtenproduktion zugesprochen; auch die zeitliche Beschränkung entfiel. BBC World News ist heute die größte Nachrichtenorganisation der Welt. Sie begann am 19. Dezember 1932 mit der Nachrichtensendung aus hierfür eigens eingerichteten Studios. Am 13. Juli 1940 stellten sich die Nachrichtensprecher erstmals mit Namen vor.
Der erste deutsche Radiosender Radio-Stunde AG sendete ab Sendebeginn am 29. Oktober 1923 zunächst täglich einen so genannten „Pressedienst“, der seit 23. Dezember 1923 in „Meldungen“ umbenannt wurde; diese wurden 3 Mal täglich, und zwar morgens, mittags und abends ausgestrahlt. Radioprogramme waren häufig Subjekt staatlicher Eingriffe, weil sie ein „disperses Publikum“ hätten, über das man wegen der räumlichen Distanz nur vage Vorstellungen haben könne. Deshalb war man der Auffassung, dass sogar der Stil vorgeschrieben werden müsse. Im Nationalsozialismus erklärte Propagandaminister Joseph Goebbels bereits am 25. März 1933, dass der Rundfunk tendenzbewusst zu sein und sich den Weisungen der Regierung unterzuordnen habe. Während der Kriegszeit begann die Phase der Sondermeldungen, einer propagandistischen Frühform der Eilmeldungen, die durch die Wehrmacht verfasst wurden und zu Programmunterbrechungen führten. In der Nachkriegszeit erreichte die ARD-Tagesschau nach ihrer Erstausstrahlung am 26. Dezember 1952 eine Vorbildfunktion der Nachrichten. Das wirkte sich auf deren Einschaltquoten aus. Heute liegt die Nachrichtensendung RTL aktuell – gemessen an den Marktanteilen – nach der Tagesschau an zweiter Stelle, gefolgt von Heute des ZDF. An Tagen mit normalem Programm weisen diese drei Nachrichtensendungen die höchsten Marktanteile aller Sendungen auf.

## Nachrichtenformat
Unter Nachrichtenformat versteht man ein Schema, nach welchem eine Nachrichtensendung aufgebaut ist und insbesondere im TV mittels eines Teleprompters verlesen wird. Das beginnt bei der Dramaturgie, in welcher Reihenfolge die verschiedenen Nachrichten gesendet werden und welche Nachricht als erste („Aufmacher“) präsentiert wird. Verbindendes Element aller Nachrichten ist der Nachrichtensprecher, der die Filmbeiträge oder grafischen Einblendungen miteinander verknüpft. Er kann als Moderator auftreten und stellt seine selbstverfassten Texte vor, oder als reiner Sprecher, der die von der Nachrichtenredaktion erstellten Konzepte präsentiert. Die Tagesschau wird von einem Nachrichtensprecher präsentiert, der das Vorgelesene nicht selbst verfasst hat. Dieser Weg bevorzugt die sachliche, beinahe amtliche Form von harten Fakten im Rahmen des Qualitätsjournalismus. Etwas abweichend ist die Nachrichtendarstellung von Heute im ZDF, wo die Nachrichten moderiert werden. Private Fernsehsender tendieren zum „Happy Talk-Format“ (Infotainment). Seit 2011 gibt es einen Deutschen Radiopreis in der Kategorie bestes Nachrichtenformat.

## Nachrichtensender
Bei Vollprogrammen kann – aber muss nicht – die Nachrichtensendung integraler Bestandteil eines gemischten Programms sein. In Deutschland ist es den Vollprogrammen zwingend vorgeschrieben, Nachrichtensendungen im Programm zu haben. Die Landesmediengesetze enthalten dazu Vorschriften (etwa § 31 Abs. 1 und 4 Landesmediengesetz Nordrhein-Westfalen) Schaltet der Hörer oder Zuschauer einen Nachrichtensender ein, so kann er davon ausgehen, dass dort überwiegend Nachrichten gesendet werden.
Die am 1. Juni 1980 gegründete US-Station CNN brach die Nachrichten-Hegemonie der drei großen kommerziellen Fernsehnetze ABC, CBS News und NBC, für die das aufwändige Nachrichtengeschäft ein Verlustbringer war. Sie war der erste landesweite Nachrichtensender, gehört also medienrechtlich zu den Spartenprogrammen, die sich überwiegend oder ausschließlich auf die Verbreitung von Nachrichten spezialisieren. Die prägnante Form der Nachrichten wurde hier ausgedehnt auf umfangreiche und ausführlichere Berichterstattungen, verbunden mit Liveschaltungen zu den Orten des Ereignisses. Dazu wurde ein aufwändiges Korrespondenten- und Studionetz in vielen Ländern aufgebaut. Vollprogramme übernahmen später das Format der Liveschaltungen.

## Nachrichtensendungen in verschiedenen Staaten

### Deutschland
Mehr als alle anderen Programminhalte sind Nachrichten Bestandteil der verfassungsrechtlich gesicherten „Grundversorgung“. Deshalb befasst sich das Medienrecht eingehend mit Nachrichten. Nachrichten gehören nach § 2 Abs. 2 Nr. 15 Rundfunkstaatsvertrag (RStV) zu den Informationen. Der RStV enthält einige Passagen, die sich mit Nachrichten befassen und überwiegend Verbote aussprechen. Unentgeltlich darf Filmmaterial anderer Fernsehsender übernommen werden, wenn es sich auf nachrichtenmäßige Kurzberichterstattung beschränkt (§ 5 Abs. 4 RStV). In Fernsehwerbung, Radiowerbung oder Teleshopping dürfen keine Personen auftreten, die regelmäßig Nachrichtensendungen präsentieren (§ 7 Abs. 8 RStV). Nachrichtensendungen enthalten keine Werbung, da sie nicht mindestens 30 Minuten dauern (§ 7a Abs. 3 RStV), Sponsoring von Nachrichtensendungen ist untersagt (§ 8 Abs. 6 RStV). Nachrichten sind vor ihrer Verbreitung mit der nach den Umständen gebotenen Sorgfalt auf Wahrheit und Herkunft zu prüfen; Kommentare sind von der Berichterstattung deutlich zu trennen und unter Nennung des Verfassers als solche zu kennzeichnen (§ 10 Abs. 1 RStV). Berichterstattung und Informationssendungen haben den anerkannten journalistischen Grundsätzen, auch beim Einsatz virtueller Elemente, zu entsprechen. Sie müssen unabhängig und sachlich sein.
Der BGH urteilte 2001, es gebe keine Verwechslungsgefahr, wenn Sat.1 („Tagesreport“) und ProSieben („Tagesbild“) ihre Nachrichtensendungen ähnlich benennen wie die ARD-Tagesschau und ARD-Tagesthemen. Eine Verwechslungsgefahr bestehe wegen deutlicher Unterschiede in den Bezeichnungen nicht. Bei ARD und ZDF dominierte (Stand 2008) die Politikberichterstattung; bei RTL und SAT.1 war der Anteil deutlich geringer.
Georg Ruhrmann und Michaela Maier ermittelten in einer Studie (Untersuchungszeitraum 1992 bis 2007), dass die Visualisierung von Nachrichten und die bildliche Darstellung von Emotionen deutlich an Bedeutung gewonnen haben. Dies gilt für beide Anbietergruppen; in höherem Maße für die privaten Anbieter, da sie umfangreicher über unpolitische Ereignisse berichten.
Der Anteil derjenigen, die innerhalb einer Woche Nachrichten im Fernsehen zu ihrer Information genutzt haben, ging von 82 Prozent im Jahr 2013 auf 59 % im Jahr 2023 zurück.

### Schweiz
Die SRG und die regionalen Radiosender durften von 1931 bis 1971 ihre Nachrichteninhalte nur von der Schweizerischen Depeschenagentur (SDA) beziehen. Die SRG strahlte bis zum Beginn des Zweiten Weltkriegs täglich nur zwei „Nachrichtenbulletins“ aus, ab 1939 dann vier. In den deutschsprachigen Nachrichten im Radio und der Tagesschau im Fernsehen wird Standarddeutsch gesprochen, wobei auf die nationale (schweizerische) Ausprägung des Standarddeutschen geachtet wird.
Der Anteil derjenigen, die innerhalb einer Woche Nachrichten im Fernsehen zu ihrer Information genutzt haben, ging von 69 Prozent im Jahr 2013 auf 51 % im Jahr 2023 zurück.

### Österreich
In Österreich werden werktäglich unter anderem die Fernsehnachrichten des ORF („Zeit im Bild“), des Privatsenders ATV („ATV Aktuell“), und jene der ProSiebenSat.1PULS4-Gruppe („4NEWS“) ausgestrahlt, wobei dem ORF die Verpflichtung auferlegt ist, eine umfassende Information „zur freien individuellen und öffentlichen Meinungsbildung im Dienste des mündigen Bürgers….“ beizutragen (§ 10 Abs. 4 Bundesgesetz über den österreichischen Rundfunk). In Österreich bezeichneten 2003 insgesamt 56 % der Befragten das Fernsehen als wichtigste politische Informationsquelle, und 51 % sahen im Fernsehen auch die glaubwürdigste politische Informationsquelle. Der Rundfunk steht jeweils an dritter Stelle mit 12 % bzw. 8 %.
Der Anteil derjenigen, die innerhalb einer Woche Nachrichten im Fernsehen zu ihrer Information genutzt haben, ging von 78 Prozent im Jahr 2013 auf 59 % im Jahr 2023 zurück.

## Hörfunk
Konventionelle Hörfunk-Nachrichten werden monologisch präsentiert. Ein einziger Nachrichtensprecher liest die einzelnen Meldungen vor. Wie diese angeordnet sind, ist sehr verschieden. Häufig folgen Wetterberichte und Verkehrsfunk am Ende einer Sendung, ohne genau genommen Bestandteil der Nachrichten zu sein. Je nach Präsentationsstil können der Sendung Schlagzeilen vorangestellt werden oder es werden am Schluss die Meldungen noch einmal kurz zusammengefasst.
Modernere Hörfunk-Nachrichten, wie sie bei den reinen Nachrichtensendern der öffentlich-rechtlichen Rundfunkanstalten (zum Beispiel B5 aktuell oder Inforadio) und vielen informationsorientierten öffentlich-rechtlichen Programmen und Privatsendern zu hören sind, arbeiten seit Anfang der 1990er Jahre verstärkt mit O-Tönen aus Interviews. Dabei werden nicht nur Stimmen von Repräsentanten des öffentlichen Lebens (die Gegenstand der Meldung sind), sondern auch kurze Korrespondentenberichte in die Sendung eingebaut. Dann sind die Radio-Nachrichten dialogisch konzipiert.
Der Anteil derjenigen, die innerhalb einer Woche Nachrichten im Hörfunk zu ihrer Information genutzt haben, ging In Deutschland von 51 Prozent im Jahr 2013 auf 39 % im Jahr 2022 zurück.

## Fernsehen
Vorläufer der Fernsehnachrichten waren die Wochenschauen, die in Kinos meist vor dem eigentlichen Hauptfilm gezeigt wurden. Fernsehnachrichten dienen der Information über das Weltgeschehen, sie sind leichter zugänglich als Zeitungsartikel, durch ihre Visualisierung schneller und erlebnisreicher erfahrbar und wirken authentischer. Fernsehnachrichten sind in der Regel dialogisch gestaltet, indem die meisten Meldungen mit kurzen Beiträgen in Bild und Ton ergänzt werden. Im Rahmen einer weltweiten Befragung von Meinungsführern wurde in einer Studie der Agentur Edelman ermittelt, wie groß das Vertrauen u. a. in Medien ist und welches Medium am ehesten glaubwürdige Informationen anbiete. Das Ergebnis für Deutschland war, dass Fernsehen vor Zeitungen und Radio als glaubwürdiges Medium gilt. Sie sind in vielen Haushalten zu einer Gewohnheit geworden, sie lassen den Abend „einläuten“, weil nach den Nachrichten mit der Prime Time die abendliche TV-Unterhaltung beginnt. Von den Hauptnachrichten sind oft die nachfolgenden Sendungen noch wegen des Phänomens des Audience Flow begünstigt, weil ein großer Teil der Zuschauer dann weder den Sender wechselt (Zapping) noch abschaltet.
Ein reiner, auf Fernsehnachrichten fokussierter Begriff ist der „Anchorman“ (englisch für wörtlich Ankermann; bei Frauen „Anchorwoman“). Dieser Anglizismus bezeichnet Moderatoren oder Redakteure im Fernsehstudio, die durch eine Nachrichtensendung führen und dabei Kommentare von Berichterstattern vor Ort oder Stellungnahmen von Interviewpartnern einholen. Der Anchorman weicht formal vom reinen Nachrichtensprecher ab, weil letzterer keine andere Aufgabe hat, „als die von den Redaktionen bearbeiteten Nachrichten zu verlesen. Es ist ihnen daher auch nicht erlaubt, durch Betonung, Mimik, Gestik oder dergleichen die Nachrichten zu bewerten. Sie sollen neutral, unpersönlich und unauffällig sein.“
In den Fernsehnachrichten hat sich der Begriff des Anchorman als ständiger Sprecher einer Nachrichtensendung etabliert, der diese Sendung prägt. Einer der ersten und berühmtesten war Bernard Shaw, der seit Gründung von CNN im Juni 1980 die Funktion des Anchorman geprägt hatte; er zog sich am 28. Februar 2001 altersbedingt zurück. In Deutschland bürgerte sich der Begriff ab etwa 1990 in die Alltagssprache ein: „Der neue Anchorman Ulrich Wickert will nichts Wesentliches an der Sendungskonzeption ändern.“